# Томас Харпър Инс
Томас Харпър Инс (на английски: Thomas Harper Ince) е американски филмов продуцент, режисьор, сценарист и актьор.

## Биография
Роден е на 6 ноември 1882 година в Нюпорт, щата Роуд Айланд, в семейство на английски имигранти, което по-късно се премества в Ню Йорк и се заема с актьорска дейност. Както повечето членове на семейството, Инс става актьор от ранна възраст, първо в театъра и водевила, а след това и в киното. Скоро се превръща в един от пионерите на зараждащата се киноиндустрия – участва в създаването на над 800 филма, наричан е „Баща на уестърна“, въвежда конвейерни методи на филмово производство и е сред създателите на ролята на филмовия продуцент, изгражда първото постоянно филмово студио. През 1915 година основава с Дейвид Уорк Грифит и Мак Сенет „Триангъл Филм“, една от водещите филмови компании в света през следващите години.
Томас Харпър Инс умира от сърдечна недостатъчност на 19 ноември 1924 година в Бевърли Хилс.